# سيميون نوموكونوف
سيميون دانيلوفيتش نوموكونوف(12 أغسطس 1900-12 حزيران 1973) كان قناص سوفيتي في الحرب العالمية الثانية اقتنص 367 الماني وحاز على اوسمة عديدة منها وسام الراية الحمراء والنجمة الحمراء وعلى وسام لينين

## النشأة
ولد نوموكونوف في مستوطنة ديليون في زابايكالسكي في الامبراطورية الروسية لآسرة فقيرة من الصياديين تعيش في كوخ متواضع في غابات الصنوبر، نوموكونوف تعلم على السلاح في سن السابعة وكان يصطاد حيوانات السمور والايل، تم تعميدة في سن الثانية عشر واصبح اسمة سيميون، في عام 1928 انتقل نوموكونوف إلى مستوطنة نيجني ستان وهناك تابع الصيد وعمل في النجارة

## الحرب الوطنية العظمى
نوموكونوف بداء خدمتة العسكرية في اغسطس 1941 ، كان يعتني بالجنود المصابين والمكفوفين ويصنع العكازات للجرحى وقد أصبح قناصاً في خريف عام 1941 عندما هاجم الالمان كتيبتة وبينما كان يخلي أحد الجرحى هاجمة أحد الجنود الالمان فاخذ نوموكونوف بندقيتة واطلق النار على الجندي وقتلة، في اكتوبر 1941 خضع نوموكونوف لعدة اختبارات في القنص وكان قبل بدء الاختبارات يذهب ويتدرب على اقتناص الجنود الالمان المتجولين في الغابات، بعد ذلك تم قبولة في فصيلة القناصة، وقاتل في مرتفعات فالداي واوكرانيا وليتوانيا وبروسيا الشرقية ومنشوريا وكان يسجل عدد الالمان الذين يقتصهم كل يوم، اصيب ثامني مرات من ضمنها اصابتين جراء انفجار، كما قام بتدريب حوالي 150 قناص من الجيش الاحمر.

## بعد الحرب
نوموكونوف عاد إلى منزلة على ظهر حصان، بعد عودتة بفترة قصيرة انتقل إلى مستوطنة زوجالاي حيث يعيش ابنة البكر، ووفقاً لابنتة فأن نوموكونوف لم يكن يحب التحدث عن الحرب.

## الوفاة
توفي نوموكونوف عام 1973 عن عمر ناهز 72 عام تاركاً ورائة 9 أبناء و49 حفيد